# Бакану
Ба́кану (латыш. Bakans, Bakanu ezers, Bakānu ezers, Bokanu ezers, Kosvārnis, Kroņa ezers, Kroņezers, Kroņu-Bakanu ezers) — проточное озеро в Дзелзавской волости Мадонского края Латвии. Относится к бассейну Айвиексте. Находится в собственности у самоуправления.
Площадь водной поверхности — 7,6 га. Уровень уреза воды находится на высоте 114 метров над уровнем моря. Наибольшая глубина — 3,7 м, средняя — 3,3 м.
Озеро располагается на юго-восточной окраине Гулбенского всхолмления у региональной автодороги P37 (Плявиняс — Гулбене), между населёнными пунктами Бирзниеки и Яунбакани. Котловина имеет округлую форму диаметром около 300 метров. Вода бурого оттенка, с низкой жесткостью. С севера в озеро впадает река Пелнупите, иногда пересыхающая в случае летней засухи. На юге — вытекает Докупите, через полтора километра впадающая справа в Лиеде (правый приток Айвиексте).
В 1930-х годах в северо-восточной части озера на подводном холме поблизости от берега были обнаружены остатки древнего поселения, ныне охраняющиеся как гидроархеологический памятник государственного значения.
В 1995 году было проведено исследование озера на предмет наличия сапропеля. Обнаруженные запасы составляют 196 тысяч м³ или 80 тысяч тонн, которые тем не менее не пригодны для использования. Максимальная толщина донных отложений достигает 3,8 м, средняя — 2,8 м.
Используется в рекреационных целях, правовой статус озера обеспечивает публичный доступ. Есть оборудованное место для купания.